# Prosthetops pronotus
Prosthetops pronotus är en skalbaggsart som beskrevs av Perkins och Balfour-browne 1994. Prosthetops pronotus ingår i släktet Prosthetops och familjen vattenbrynsbaggar. Inga underarter finns listade i Catalogue of Life.